# 1381
1381 је била проста година.

## Догађаји
- Изградња манастира Раванице
- 30. мај — Под вођством Вота Тајлера, у енглеским покрајинама Кент, Норфок, Сафок и Кембриџшир почео сељачки устанак против феудалаца, изазван високим порезима.
- 25. децембар — Битка на Дубравници